# Provincia di Rovigo
La provincia di Rovigo è una provincia italiana del Veneto di 226 968 abitanti con capoluogo a Rovigo.
Confina a nord con le altre province venete di Verona, Padova e Venezia, a est con il Mar Adriatico, a sud con la provincia di Ferrara (in Emilia-Romagna) e a sud-ovest con la provincia di Mantova (in Lombardia).

## Geografia fisica

### Territorio

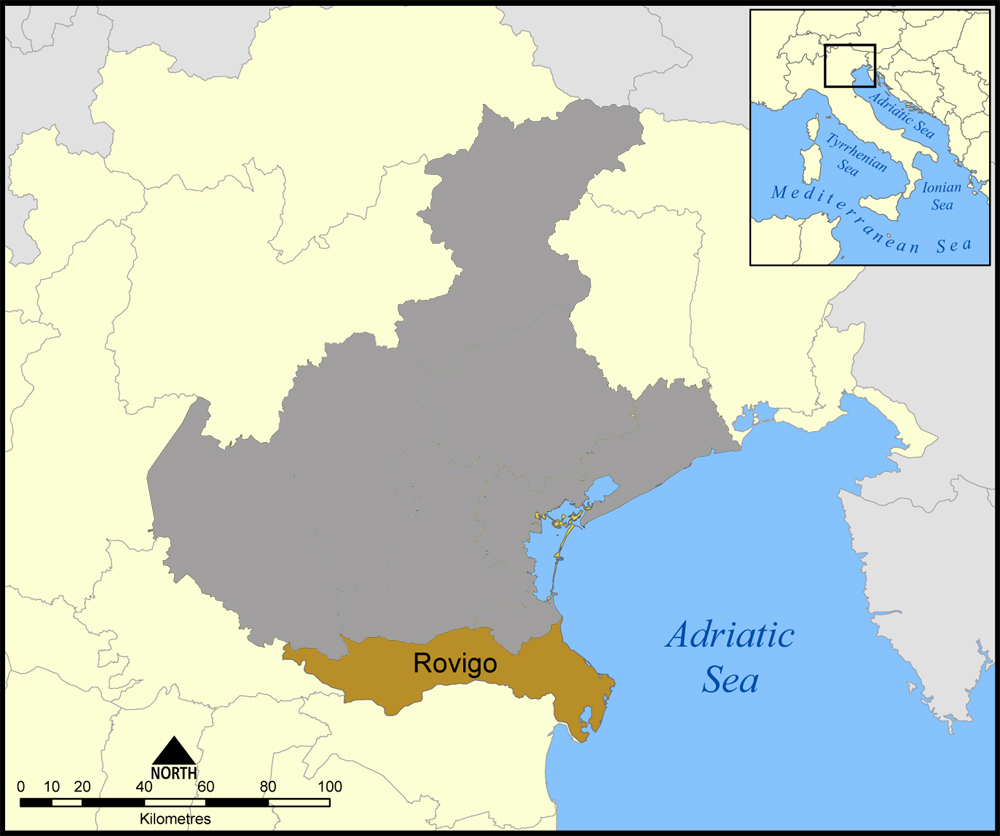
Localizzazione della Provincia nella Regione Veneto

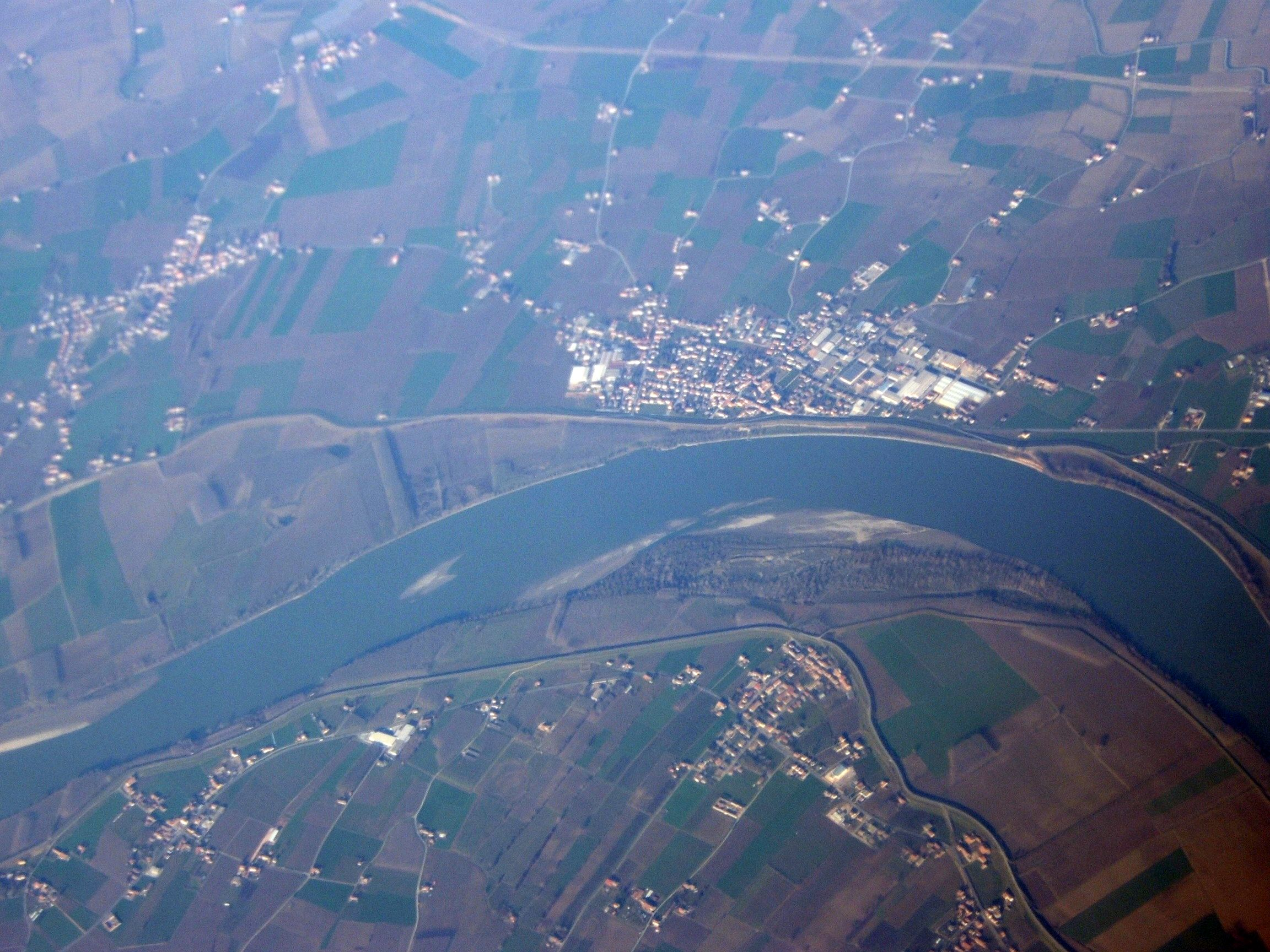
Il fiume Po nel tratto in cui inizia a segnare il confine della provincia di Rovigo presso Melara.

Il territorio della provincia è interamente pianeggiante e rientra nella regione geografica dell'attuale Polesine, di cui occupa quasi l'intera superficie (fatta eccezione per una porzione dell'area delle Valli Grandi Veronesi, all'estremo ovest e per una parte del Comune di Cavarzere (VE) a centro-est). 
Esso si estende longitudinalmente per circa 100 km, dai confini con le province di Verona e di Mantova al litorale adriatico, ove si situano le bocche di Po, nei Comuni di Rosolina, Porto Viro, Porto Tolle e Ariano nel Polesine a formare il relativo delta. 
Come detto, il territorio provinciale coincide sostanzialmente con il Polesine odierno ovvero ne è interamente compreso; è una striscia di terra lunga circa 100 km in direzione ovest-est e larga circa 18 km in direzione nord-sud; ha una superficie di 1.789 km² e un'altitudine compresa tra -4 e 15 m s.l.m.
Il territorio è compreso tra il basso corso dei fiumi Adige e Po, che ne delimitano i confini rispettivamente a nord da Badia Polesine alla foce (con la sola eccezione del territorio di Cavarzere nella città metropolitana di Venezia) e a sud da Melara alla foce (Po di Goro).
La parte orientale della provincia corrisponde al Delta del Po e si espande costantemente verso est a causa dei sedimenti depositati dal fiume alle sue foci.

### Idrografia
Oltre al Po e l'Adige, rispettivamente il primo e il terzo fiume italiano per portata, la provincia è attraversata per tutta la sua lunghezza da un altro fiume importante, il Canal Bianco; ciò significa che la maggior parte delle acque dolci in Italia sfocia in mare lambendo o attraversando la provincia di Rovigo. Sono ovvie le problematiche di carattere idraulico che ciò ha determinato e determina, con le numerose alluvioni che periodicamente hanno colpito il territorio, l'ultima e più disastrosa delle quali quella del 1951.
Su tutto il territorio sono presenti un gran numero di canali di scolo, tra cui i principali sono il Collettore Padano Polesano, lo Scolo Ceresolo e lo Scolo Valdentro.
Altri corsi d'acqua, la cui importanza è oggi soprattutto storica, sono l'Adigetto, corrispondente all'antico corso dell'Adige, che staccandosi dal corso attuale dell'Adige a Badia Polesine attraversa Lendinara ed il capoluogo, il Poazzo, corrispondente ad un antico corso del Po, e la Fossa Polesella, interrata in seguito all'alluvione del 1951, che collegava il Canal Bianco al Po.
Il territorio, per la sua parte orientale, di formazione relativamente recente e legata al Taglio di Porto Viro operato dai Veneziani tra il 1600 e il 1604, è stato soggetto al fenomeno della subsidenza, sia per cause naturali sia per l'estrazione di acque metanifere dal sottosuolo, avvenuta con particolare consistenza negli anni cinquanta e sessanta ed in seguito, proprio per gli effetti di subsidenza, particolarmente gravi per territori posti anche sotto la quota del medio mare, messa al bando.

### Clima
Il clima è semicontinentale e condizionato dalla notevole umidità, con estati afose e inverni nebbiosi; le precipitazioni rientrano nella norma e si concentrano in primavera e autunno.
La provincia è tradizionalmente divisa in tre zone geografiche, da ovest verso est, seguendo il percorso ideale delle bonifiche del territorio: l'Alto Polesine, il cui capoluogo è Badia Polesine; il Medio Polesine, il cui capoluogo è Rovigo; il Basso Polesine, il cui capoluogo è Adria.
Altri centri importanti della provincia sono Porto Viro, Lendinara, Porto Tolle e Taglio di Po.
Negli ultimi decenni il Comune di Occhiobello, in particolare la frazione di Santa Maria Maddalena, ha avuto un discreto sviluppo demografico dovuto alla sua vicinanza alla città di Ferrara.

Mappa della provincia di Rovigo suddivisa in alto, medio e basso Polesine.

## Natura
Il Delta del Po è riconosciuto come patrimonio dell'umanità dall'UNESCO; la parte ricadente in provincia di Rovigo costituisce il Parco regionale del Delta del Po del Veneto.

## Infrastrutture e trasporti

### Strade e autostrade

#### Autostrade
- A13 Bologna-Padova: percorre la direttrice nord-sud della provincia. Ci sono tre caselli denominati: Occhiobello, Villamarzana – Rovigo Sud (sulla "Transpolesana") e Rovigo, ed un quarto, Boara – Rovigo Nord, posto immediatamente a nord del confine padovano e che di fatto serve la zona nord di Rovigo.
- A31 Piovene Rocchette - Rovigo: dalla interconnessione con la SS 434 a Badia Polesine, collega l'Alto Polesine (e Rovigo) con l'Alto Vicentino, passando per la Provincia di Padova, tra i Colli Berici e i Colli Euganei, includendo uno svincolo nei pressi di Torri di Quartesolo con l'A4 Milano - Venezia proseguendo poi fino a Piovene Rocchette.

#### Strade statali
La provincia è percorsa da tre strade statali:
- SS 16 Adriatica: attraversa la provincia da nord a sud da Boara Pisani fino a Santa Maria Maddalena (Occhiobello) passando per il capoluogo dove forma la Tangenziale Est.
- SS 309 Romea: è la strada più vicina al mare che collega Venezia a Ravenna.
- SS 434 Transpolesana: è una superstrada con due corsie per senso di marcia che collega Verona con Rovigo lungo la direttrice est-ovest. È pianificato il prolungamento fino all'innesto con la SS 309 Romea, all'altezza di Adria.

#### Strade regionali
- SR 6 Eridania Occidentale: costeggia il Po da Castelmassa fino a Santa Maria Maddalena (Occhiobello).
- SR 88 Rodigina (ex SS 499): è la strada alternativa alla Transpolesana che inizia a Villa d'Adige, attraversa centri come Badia Polesine e Lendinara per finire a Rovigo. La SS 499 iniziava a Legnago (VR).
- SR 443 di Adria è un'ex strada statale (omonima) che collega il capoluogo di provincia ad Adria, alla confluenza con le SR 495 e 516 (già Statali omonime) con un percorso abbastanza rettilineo.
- SR 482 Alto Polesana (già SS 482): è un'ex statale che parte da Mantova e dopo aver attraversato la sua provincia entra in quella di Rovigo a Melara e dopo aver attraversato Bergantino, Castelmassa e Ceneselli termina a Badia Polesine sulla Transpolesana.
- SR 495 di Codigoro: è un'ex strada statale che inizia da Adria, attraversa Ariano nel Polesine e giunge a Codigoro in Provincia di Ferrara. L'originaria SS 495 di Codigoro iniziava a Consandolo (Ferrara), dalla SS 16 Adriatica, per concludersi ad Adria, alla confluenza delle strade statali 443 e 516.
- SR 516 Piovese: è una parte della SS 516 declassata a strada regionale. Inizia ad Adria e fuori provincia passa per Cavarzere e termina a Piove di Sacco. La SS 516 Piovese iniziava a Padova.

#### Strade provinciali
Le strade provinciali hanno un'estensione di 517,675 km e sono gestite dalla provincia stessa.

### Rete ferroviaria
- Ferrovia Padova-Bologna
- Ferrovia Rovigo-Chioggia
- Ferrovia Verona-Rovigo
- Ferrovia Adria-Mestre
- Ferrovia Adria-Ariano Polesine (chiusa nel 1944)

## Comuni
Appartengono alla provincia di Rovigo 50 comuni:
- Adria
- Ariano nel Polesine
- Arquà Polesine
- Badia Polesine
- Bagnolo di Po
- Bergantino
- Bosaro
- Calto
- Canaro
- Canda
- Castelguglielmo
- Castelmassa
- Castelnovo Bariano
- Ceneselli
- Ceregnano
- Corbola
- Costa di Rovigo
- Crespino
- Ficarolo
- Fiesso Umbertiano
- Frassinelle Polesine
- Fratta Polesine
- Gaiba
- Gavello
- Giacciano con Baruchella
- Guarda Veneta
- Lendinara
- Loreo
- Lusia
- Melara
- Occhiobello
- Papozze
- Pettorazza Grimani
- Pincara
- Polesella
- Pontecchio Polesine
- Porto Tolle
- Porto Viro
- Rosolina
- Rovigo
- Salara
- San Bellino
- San Martino di Venezze
- Stienta
- Taglio di Po
- Trecenta
- Villadose
- Villamarzana
- Villanova Marchesana
- Villanova del Ghebbo

### Comuni più popolosi

Gonfalone provinciale

Di seguito è riportata la lista dei primi dieci comuni della provincia per numero di abitanti aggiornata al 31 dicembre 2024:
| Pos. | Stemma | Comune di      | Popolazione (ab) | Superficie (km²) | Densità (ab/km²) | Altitudine (m s.l.m.) |
| ---- | ------ | -------------- | ---------------- | ---------------- | ---------------- | --------------------- |
| 1º   |        | Rovigo         | 49 976           | 108,81           | 459,30           | 7                     |
| 2º   |        | Adria          | 18 813           | 113,39           | 165,91           | 4                     |
| 3º   |        | Porto Viro     | 13 723           | 133,77           | 102,59           | 2                     |
| 4º   |        | Occhiobello    | 12 051           | 32,33            | 372,75           | 8                     |
| 5º   |        | Lendinara      | 11 422           | 55,06            | 207,45           | 9                     |
| 6º   |        | Badia Polesine | 10 253           | 44,53            | 230,25           | 11                    |
| 7º   |        | Porto Tolle    | 8 721            | 256,88           | 33,95            | 1                     |
| 8º   |        | Taglio di Po   | 7 873            | 78,68            | 100,06           | 0                     |
| 9º   |        | Rosolina       | 6 166            | 74,69            | 82,55            | 1                     |
| 10º  |        | Villadose      | 4 674            | 32,07            | 145,74           | 3                     |

## Società

### Evoluzione demografica
Abitanti censiti
La provincia risente ancora oggi del fenomeno dell'emigrazione, soprattutto dei giovani che vanno a lavorare in zone economicamente più sviluppate, provocando un progressivo invecchiamento della popolazione. In seguito alla terribile Alluvione del Polesine del novembre 1951, oltre 100 000 polesani dovettero sfollare in altre città; la maggior parte di essi non fece più ritorno.
Esiste anche un fenomeno di migrazione interna alla provincia dalle zone rurali ai centri urbani più sviluppati.

## Storia
In epoca antica il territorio che attualmente forma la provincia di Rovigo fu inizialmente abitato dai Veneti, che a partire dal XII secolo a.C. avevano un insediamento presso quella che poi sarebbe diventata la città di Adria.
Nel VI-V secolo a.C. la città attuale fu fondata (con il nome di Atria) dagli Etruschi, che si stabilirono anche la parte meridionale del territorio, mentre nella parte settentrionale abitarono i Veneti.
In seguito fu occupato dai Romani.
In epoca medievale il territorio fu governato dagli Estensi, ma non aveva una propria unità amministrativa; era infatti suddiviso in diverse "podesterie", che erano le unità amministrative del ducato Estense.
Poteva capitare che queste podesterie avessero addirittura giurisdizione su territori a cavallo del fiume Po, come ad esempio la podesteria di Orcano (che è l'attuale frazione Raccano di Polesella).

Evoluzione della provincia di Rovigo dal 1484 ad oggi; in giallo le terre che nel 1484 passarono alla Serenissima dopo la pace di Bagnolo e formarono il territorio del Polesine nei Domini di Terraferma; in rosso le terre che nel 1815 passarono dallo Stato Pontificio al Regno Lombardo-Veneto e furono aggregate al Polesine per formare la Provincia di Rovigo; in verdastro le terre che sempre nel 1815 passarono dallo Stato Pontificio al Regno Lombardo-Veneto, ma furono inizialmente aggregate alla provincia di Venezia; in verde e verdastro le terre che nel 1851 passarono dalla provincia di Venezia a quella di Rovigo. Le zone più chiare sono di recente formazione, grossomodo a partire dal 1604; per maggiori dettagli si veda Delta del Po e taglio di Porto Viro.

I primi a riconoscere l'unità amministrativa al territorio furono i Veneziani ai quali, in seguito alla Guerra del Sale del 1482-1484 e alla successiva pace di Bagnolo, fu assegnata un'area compresa tra l'Adige e il Po che costituì il territorio del Polesine all'interno dei Domini di Terraferma; il capoluogo fu stabilito a Rovigo.
Si può dunque dire che la provincia di Rovigo nacque così, anche se aveva un'estensione inferiore rispetto a quella attuale, dato che il confine fu fissato sul Canalbianco con poche eccezioni: i territori di Polesella, Guarda Veneta e Adria passarono ai Veneziani, mentre la cosiddetta "Transpadana Ferrarese" rimase agli Estensi.
Il delta del Po (tranne Ariano nel Polesine e Corbola) faceva già parte del Dogado.
Cacciati definitivamente gli Estensi, la dominazione veneziana si protrasse per quasi tre lunghi secoli e non apportò in Polesine mutamenti sostanziali. Al termine di una guerra feroce, combattuta a più riprese e senza esclusione di colpi, tra la fine del Quattrocento e il primo decennio del Cinquecento, la situazione economica e sociale del Polesine era, a dir poco, disastrosa.
Il territorio, anzi, proprio in questi anni, finisce per articolarsi, grazie anche alle capziose divisioni amministrative e politiche e alla particolare configurazione dei confini, in due diverse zone di influenza: da un lato, quella veneziana e dall'altro quella ferrarese, che grava principalmente sui centri rivieraschi e su quella porzione dell'Alto Polesine che ebbe il nome di Transpadana.
Un carattere composito, fatto di influssi diversi, che si avverte chiaramente ancora oggi e che ha dato al Polesine, fin da quei tempi, l'aria e il senso di una terra di confine.
Accanto a modelli ormai veneti, permanevano dunque indirizzi ferraresi ed emiliani, in una convivenza quasi naturale, che trovava riscontro soprattutto nel dialetto, nelle arti figurative e nell'architettura.
Fu solo in seguito al Congresso di Vienna del 1815 che i confini meridionali furono posti sul Po, mentre nel 1851 il delta passò dalla provincia di Venezia alla provincia di Rovigo, dandole l'aspetto che ha ancora oggi.

## Economia
Dal punto di vista economico, la provincia di Rovigo ha mantenuto una spiccata vocazione agricola ed è stata interessata solo marginalmente dal rapido processo di industrializzazione che ha riguardato, in particolare a partire dagli anni settanta – ottanta, le altre provincie venete ed il Nordest in generale. L'area della provincia in questo senso più sviluppata è quella intorno all'asse della strada Statale 309 "Romea" con centri quali Porto Viro, Taglio di Po, Rosolina.
Il territorio della provincia è coltivato prevalentemente a cereali quali frumento, mais e riso, frutteto mele, pere, pesche e ortaggi questi ultimi in particolare nella zona di Lusia e Rosolina.
Si pratica l'acquacoltura, soprattutto nelle valli del delta del Po, dove nel 2003 è stato istituito il Distretto Ittico di Rovigo.
Le industrie sono medie e piccole imprese e riguardano prevalentemente i settori agro-alimentare (tra cui molti zuccherifici ed essiccatoi e molini per cereali), meccanico, del legno, tessile-abbigliamento, costruzioni e materiali per costruzioni.
In provincia di Rovigo è stata in funzione, dal 1980 al 2005 la centrale termoelettrica di Polesine Camerini in grado di produrre l'8% circa del fabbisogno nazionale di energia elettrica. Nel 2005 l'ENEL ha avviato le procedure per la conversione della centrale da petrolio a carbone, incontrando su questa strada la forte opposizione di larga parte della popolazione, non solo per ragioni strettamente ecologiche, dato che la centrale si trova nel cuore del Parco del Delta del Po, ma anche di un più opportuno utilizzo del territorio che si presta allo sviluppo turistico, dell'agricoltura intensiva e della pesca, attività che appaiono del tutto incompatibili con il permanere di un impianto di produzione energetica di tale impatto.
A causa dei mutati scenari energetici la centrale è inattiva dal 2015 e il suo personale è stato dislocato presso altri impianti. Enel ha indetto un progetto di riconversione dell'area tramite il progetto Futur-e. Il 29 giugno 2019 la Rai ha presentato l'accordo tra Regione Veneto ed Enel per trasformare il sito in un villaggio turistico.

### Turismo
Oltre al Delta del Po, in provincia di Rovigo sono presenti altre tipologie di siti turistici. Tra quelli balneari, rilevanti sono Rosolina Mare e l'Isola di Albarella.
Sotto l'aspetto architettonico, senz'altro degni di nota sono il bel borgo di Fratta Polesine, ricco di ville, fra le quali la nota Villa Badoer, progettata dall'architetto Andrea Palladio, il centro storico e l'abbazia della Vangadizza a Badia Polesine, la cittadina di Loreo dall'aspetto veneziano, conosciuta come l'antica capitale del Delta, ricca di opere architettoniche e pittoriche di artisti di pregio come Baldassarre Longhena. Riveste un certo interesse turistico anche il centro storico di Rovigo, un tempo interamente cinto da mura, con il castello medievale ed alcuni palazzi nobiliari ed il centro storico di Lendinara, attraversato dal corso dell'Adigetto. Per il turismo culturale, degni di nota sono il Museo Archeologico Nazionale di Adria, il Museo dei Grandi Fiumi, la pinacoteca di Palazzo Roverella a Rovigo e la Collezione Eugenio Balzan presso il Teatro Sociale di Badia Polesine.

## Amministrazione

### Presidenti della Provincia
| Sindaco                                                                | Sindaco                                                 | Partito                                                 | Periodo                                                 | Elezione                                                |                                                         |                                                         |                                                         |                                                         |
| Presidenti eletti dal Consiglio provinciale (1951-1995)                | Presidenti eletti dal Consiglio provinciale (1951-1995) | Presidenti eletti dal Consiglio provinciale (1951-1995) | Presidenti eletti dal Consiglio provinciale (1951-1995) | Presidenti eletti dal Consiglio provinciale (1951-1995) | Presidenti eletti dal Consiglio provinciale (1951-1995) | Presidenti eletti dal Consiglio provinciale (1951-1995) | Presidenti eletti dal Consiglio provinciale (1951-1995) | Presidenti eletti dal Consiglio provinciale (1951-1995) |
| ---------------------------------------------------------------------- | ------------------------------------------------------- | ------------------------------------------------------- | ------------------------------------------------------- | ------------------------------------------------------- | ------------------------------------------------------- | ------------------------------------------------------- | ------------------------------------------------------- | ------------------------------------------------------- |
|                                                                        | Alfredo De Polzer                                       | Partito Comunista Italiano                              | 1951-1961                                               |                                                         |                                                         |                                                         |                                                         |                                                         |
|                                                                        | Francesco Guindani                                      | Democrazia Cristiana                                    | 1961-1969                                               | 1964                                                    |                                                         |                                                         |                                                         |                                                         |
|                                                                        | Armando Giolo                                           | ?                                                       | 1969-?                                                  |                                                         |                                                         |                                                         |                                                         |                                                         |
|                                                                        | Valentino Lodo                                          | Partito Comunista Italiano                              | 1975-1976                                               | 1975                                                    |                                                         |                                                         |                                                         |                                                         |
|                                                                        | ? (Commissario straordinario)                           |                                                         | 1976-1977                                               |                                                         |                                                         |                                                         |                                                         |                                                         |
|                                                                        | Valentino Lodo                                          | Partito Comunista Italiano                              | 1977-1980                                               | 1977                                                    |                                                         |                                                         |                                                         |                                                         |
|                                                                        | Giorgio Nonnato                                         | Partito Socialista Italiano                             | 1980-1989                                               | 1980                                                    |                                                         |                                                         |                                                         |                                                         |
| 1985                                                                   | Giorgio Nonnato                                         | Partito Socialista Italiano                             | 1980-1989                                               |                                                         |                                                         |                                                         |                                                         |                                                         |
|                                                                        | Riccardo Monesi                                         | Partito Socialista Italiano                             | 1989-1991                                               | 1985                                                    |                                                         |                                                         |                                                         |                                                         |
| 1990                                                                   | Riccardo Monesi                                         | Partito Socialista Italiano                             | 1989-1991                                               |                                                         |                                                         |                                                         |                                                         |                                                         |
|                                                                        | Alberto Brigo                                           | Democrazia Cristiana                                    | 1991-1995                                               | 1990                                                    |                                                         |                                                         |                                                         |                                                         |
| Presidenti eletti direttamente dai cittadini (1995-2014)               |                                                         |                                                         |                                                         |                                                         |                                                         |                                                         |                                                         |                                                         |
|                                                                        | Alberto Brigo                                           | Centro-sinistra                                         | 1995-1999                                               | 1995                                                    |                                                         |                                                         |                                                         |                                                         |
|                                                                        | Francesco Guagliata (Commissario straordinario)         |                                                         | 1999                                                    |                                                         |                                                         |                                                         |                                                         |                                                         |
|                                                                        | Federico Saccardin                                      | Centro-sinistra                                         | 1999-2009                                               | 1999                                                    |                                                         |                                                         |                                                         |                                                         |
| 2004                                                                   | Federico Saccardin                                      | Centro-sinistra                                         | 1999-2009                                               |                                                         |                                                         |                                                         |                                                         |                                                         |
|                                                                        | Tiziana Virgili                                         | Centro-sinistra                                         | 2009-2014                                               | 2009                                                    |                                                         |                                                         |                                                         |                                                         |
| Presidenti eletti dai sindaci e consiglieri della provincia (dal 2014) |                                                         |                                                         |                                                         |                                                         |                                                         |                                                         |                                                         |                                                         |
|                                                                        | Marco Trombini                                          | Forza Italia                                            | 2014-2018                                               | 2014                                                    |                                                         |                                                         |                                                         |                                                         |
|                                                                        | Ivan Dall'Ara                                           | Centro-destra                                           | 2018-2021                                               | 2018                                                    |                                                         |                                                         |                                                         |                                                         |
|                                                                        | Enrico Ferrarese                                        | Centro-destra                                           | 2021-in carica                                          | 2021                                                    |                                                         |                                                         |                                                         |                                                         |